# Charles Leslie Stevenson
Charles Leslie Stevenson   (Cincinnati, 27 de juny de 1908 - Bennington, 14 de març de 1979) va ser un filòsof especialitzat en ètica, on va defensar l'emotivisme com a guia del comportament humà. Va afirmar que els enunciats ètics, a diferència d'altres actes de parla, tenen un component emotiu i imperatiu: quan s'expressa la bondat d'una acció es convida imperiosament al seu compliment i augmenten els sentiments negatius (remordiment) en no fer-ho. Per argumentar la precisió del judici moral s'emprem al mateix temps criteris lògics i emotius, ja que són indestriables en un judici de valor (camp que posteriorment aplicaria a la seva anàlisi dels judicis de l'estètica, un altre tipus de frases que escapen dels valors de veritat estrictes).